# Lucian Clinciu
Lucian Clinciu (* 1971) ist ein rumänischer Skibergsteiger.
Clinciu begann 2000 mit dem Skibergsteigen und gehört seit 2003 der rumänischen Nationalmannschaft an. Bei der Weltmeisterschaft im Skibergsteigen 2004 erreichte er beim Staffelwettkampf mit Silviu Manea, Péter Károly und Ionuț Gălițeanu den siebten Platz und bei der Europameisterschaft Skibergsteigen ebenfalls beim Staffelrennen mit Silviu Manea, Rareș Manea und Ionuț Gălițeanu den achten Platz.
| Personendaten    | Personendaten              |
| ---------------- | -------------------------- |
| NAME             | Clinciu, Lucian            |
| KURZBESCHREIBUNG | rumänischer Skibergsteiger |
| GEBURTSDATUM     | 1971                       |